# Cubemap
Multe materiale spectaculoase sau mediul înconjurător se bazează pe date externe pentru a-și calcula aspectul. Aceste date pot lua forma unui "cubemap", o textură care conține o referință 360 a zonei înconjurătoare.